# 347P/PANSTARRS
347P/PANSTARRS, komet Jupiterove obitelji.  Predotkriven na snimkama teleskopa Pan-STARRS 1.